# Andrômeda II
Andrômeda II é uma galáxia anã esferoidal a 2,2 milhões de anos-luz da Terra, na constelação de Andromeda. Foi descoberta por Sydney Van Den Bergh em 1970-1971.
Andrômeda II faz parte do Grupo Local, e embora geralmente se considere que é uma galáxia satélite da Galáxia de Andrômeda (M31), sua proximidade à Galáxia do Triângulo (M33) gera dúvidas se é satélite de uma ou de outra.